# Халсенбах
Халсенбах (њем. Halsenbach) општина је у њемачкој савезној држави Рајна-Палатинат. Једно је од 134 општинска средишта округа Рајн-Хунсрик. Према процјени из 2010. у општини је живјело 1.272 становника. Посједује регионалну шифру (AGS) 7140045.

## Географски и демографски подаци
Халсенбах се налази у савезној држави Рајна-Палатинат у округу Рајн-Хунсрик. Општина се налази на надморској висини од 410 метара. Површина општине износи 10,0 km². У самом мјесту је, према процјени из 2010. године, живјело 1.272 становника. Просјечна густина становништва износи 127 становника/km².